# Gesteelde zoutmelde
Gesteelde zoutmelde (Atriplex pedunculata, synoniem: Halimione pedunculata) is een halofyt (zoutplant) die behoort tot de amarantenfamilie (Amaranthaceae). De soort staat op de Nederlandse Rode lijst van planten als zeer zeldzaam en zeer sterk afgenomen. Het is een eenjarige plant die van nature voorkomt langs de kust van de Noordzee, de Oostzee en de Zwarte Zee en in de zoutsteppen van Midden- en Zuidwest-Azië en Zuidoost-Europa. Het aantal chromosomen is 2n = 18.
De plant wordt 5-30 cm hoog, is weinig vertakt en heeft alleen bloeiende, korte zijspruiten in de bladoksels. De planten zijn in het jonge stadium melig zilvergroen of grijsgroen. Er zijn één of twee paar tegenoverstaande, 4 cm lange, langwerpige tot elliptische, vlezige bladeren met een gave rand.
Gesteelde zoutmelde bloeit in augustus en september met grijsgroene, in kluwens zittende bloemen. Op de bloeiwijze zitten verscheidene verspreid staande schutbladen. Tijdens de vruchtzetting verlengt de vruchtsteel en wordt veel langer dan de vruchtkleppen (steelblaadjes van de vrouwelijke bloem).
De vrucht is een door de vruchtkleppen omsloten nootje.
Gesteelde zoutmelde komt voor op natte plaatsen op zandige schorren, kwelders en inlagen.